# Rio Tacuarembó
O rio Tacuarembó é um curso de água, afluente da margem direita do rio Negro, que é afluente da margem esquerda do rio Uruguai. Banha a cidade de Tacuarembó, no norte do Uruguai.
Seu comprimento é de 260 km, e a área da bacia e de 14.000 km².